# 乳団子

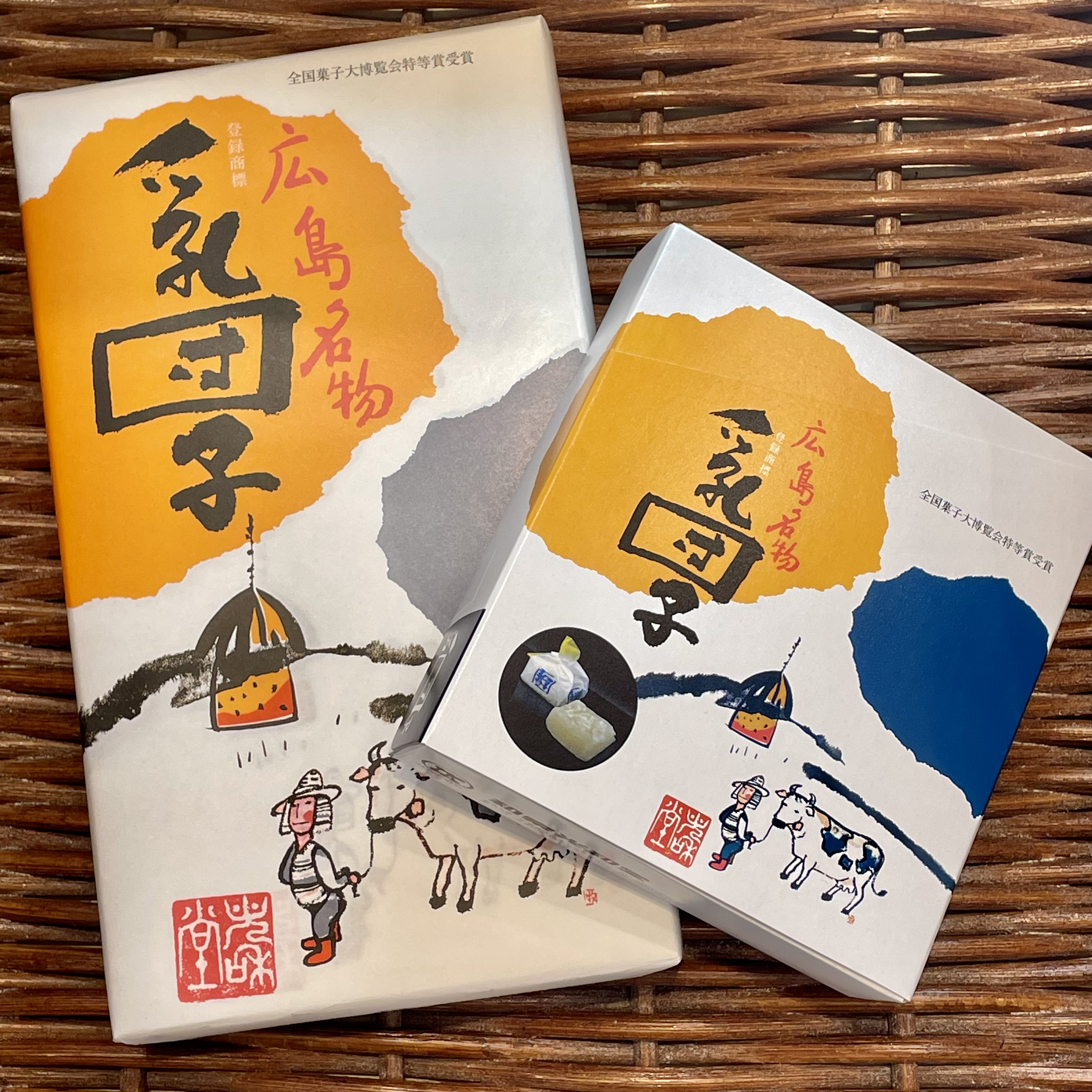
箱入り乳団子のパッケージ

乳団子（ちちだんご）は、牛乳に餅粉、砂糖、水あめ、はちみつなどを混合して作られる求肥飴という和菓子。広島県庄原市の和泉光和堂（いずみこうわどう）が元祖である。
1900年（明治33年）に現庄原市内の七塚原高原に、農商務省直営の種蓄牧場が設立され、広島県における酪農のはしりとなった。
和泉光和堂の初代は、ここで生産される牛乳に目をつけ、滋養に富む菓子を作ろうと考え、苦心の末についに1934年（昭和9年）、初めて乳団子を発売した。
現在では広島県東部を代表する土産菓子のひとつであり、庄原市周辺だけでなく、福山市や広島市のデパート等でも販売されている。またRCCラジオやHFMでも、「備後名物・乳団子」としてCMもしばしば流れ、広島県民にその知名度も高い。
広島からの移民が多かったハワイ（広島県人の移民）でも製造されており、非常にポピュラーな菓子となっている。
皇后雅子が購入したことがある。